# Vääräkoski kanal
Vääräkoski kanal (fi. Vääräkosken kanava) är en slusslös kanal på Heinävesistråten cirka 1,5 kilometer nedströms från Vihovuonne kanal. Vääräkoski kanal är 240 meter lång, 7,1 meter bred 1,8 meter djup, har en masthöjd på 9,5 meter och svänger ganska kraftigt. Svängen och strömmen förorsakade problem för trafiken då det var svårt att mötas. År 1910 byggdes ett vakttorn från vilket trafiken dirigerades. Senare har den manuella trafikledningen ersatts av trafikljus.
Kanalen byggdes samtidigt med Kerma, Vihovuonne och Pilppa kanaler 1903–1905.